# Skład morfologiczny odpadów

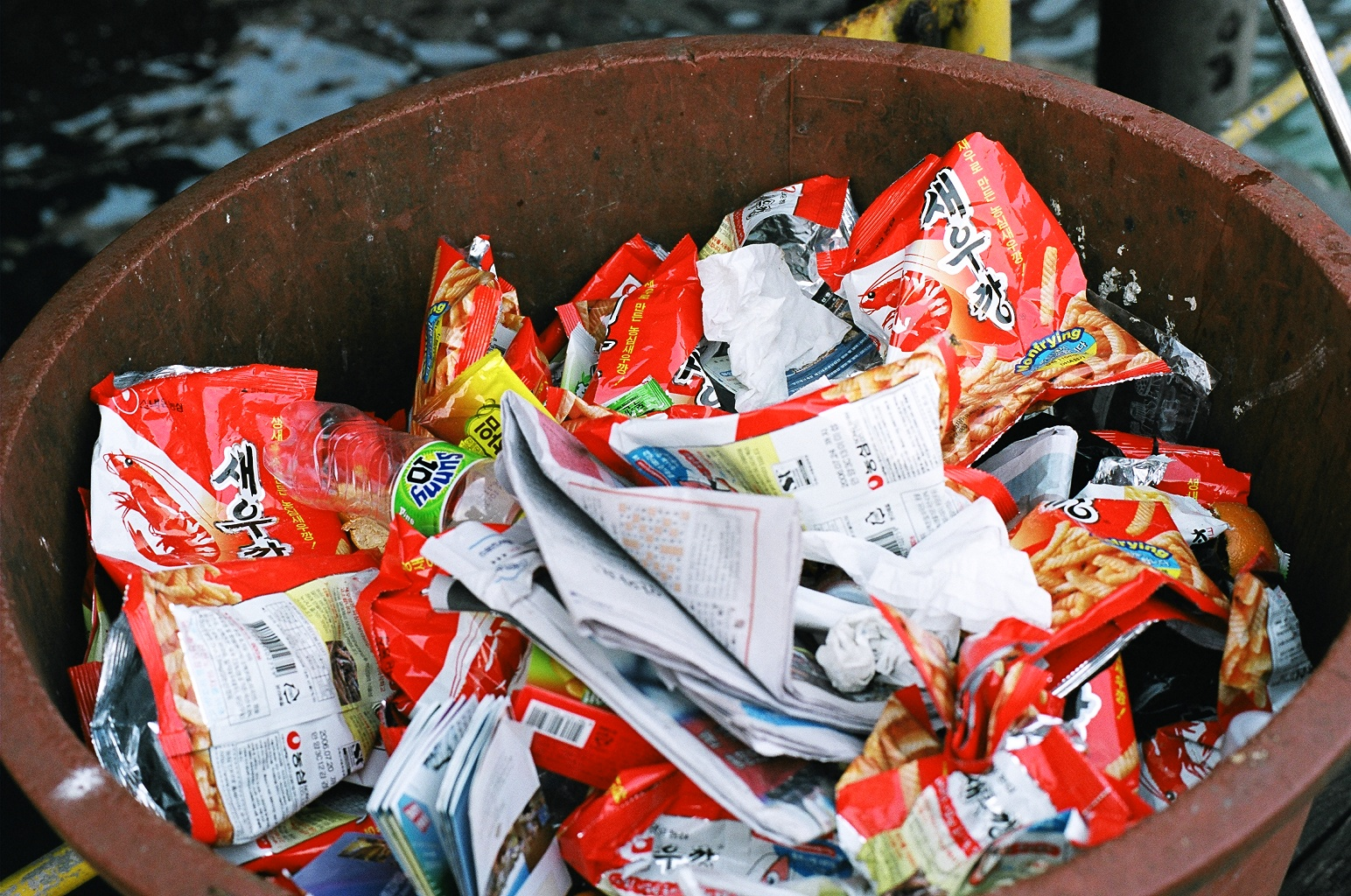
Kontener na śmieci; wewnątrz głównie odpady z tworzyw sztucznych i papieru

Skład morfologiczny odpadów – jedna z podstawowych właściwości fizycznych stałych odpadów komunalnych. Są to umownie wyodrębnione składniki odpadów charakteryzujące się określonymi właściwościami mającymi istotny wpływ na procesy technologiczne, którym odpady te są potem poddawane.
Skład morfologiczny odpadów dotyczy zasadniczo cząstek większych niż 10 milimetrów i może się znacząco różnić, zależnie od czasu i miejsca powstawania odpadów. Zależy on od różnych czynników, m.in. wilgotności całkowitej masy odpadowej, mającej wpływ na późniejsze spalanie odpadów w spalarniach śmieci. W przypadku spalania ważna jest również wartość opałowa masy. Cząstki mniejsze niż 10 milimetrów traktuje się jako frakcję.
Podstawowe składniki komunalnych odpadów stałych to:
- odpady spożywcze pochodzenia roślinnego (obierki, resztki warzyw i owoców, zgniłe owoce i warzywa, pieczywo, kasze, mąki w opakowaniach),
- odpady spożywcze pochodzenia zwierzęcego (resztki mięsa, kości, resztki rybne i owoców morza, tłuszcze, sery),
- odpady papierowe i tekturowe,
- odpady z tworzyw sztucznych,
- odpady tekstylne (naturalne, np. wełna, czy bawełna i sztuczne, np. wiskoza, nylon),
- odpady szklane,
- odpady metalowe (złom stalowy i kolorowy),
- pozostałe odpady organiczne (resztki roślin, korzenie, suche kwiaty, gałęzie, siano),
- pozostałe odpady mineralne (ceramika, cegły, beton)[1].

Analiza morfologiczna (określenie składu grupowego odpadów) jest uważana za najważniejsze źródło informacji o odpadach komunalnych. Pozwala na zorganizowanie lepszego systemu gospodarowania odpadami, jak również wpływa na wybór właściwego systemu przetwarzania odpadów.